# Barbadillo del Pez
Barbadillo del Pez – gmina w Hiszpanii, w prowincji Burgos, w Kastylii i León, o powierzchni 20,76 km². W 2011 roku gmina liczyła 91 mieszkańców.